# آلیوم سیاه
آلیوم سیاه (نام علمی: Allium nigrum) نام یک گونه از سرده سیر است.